# کیموآ

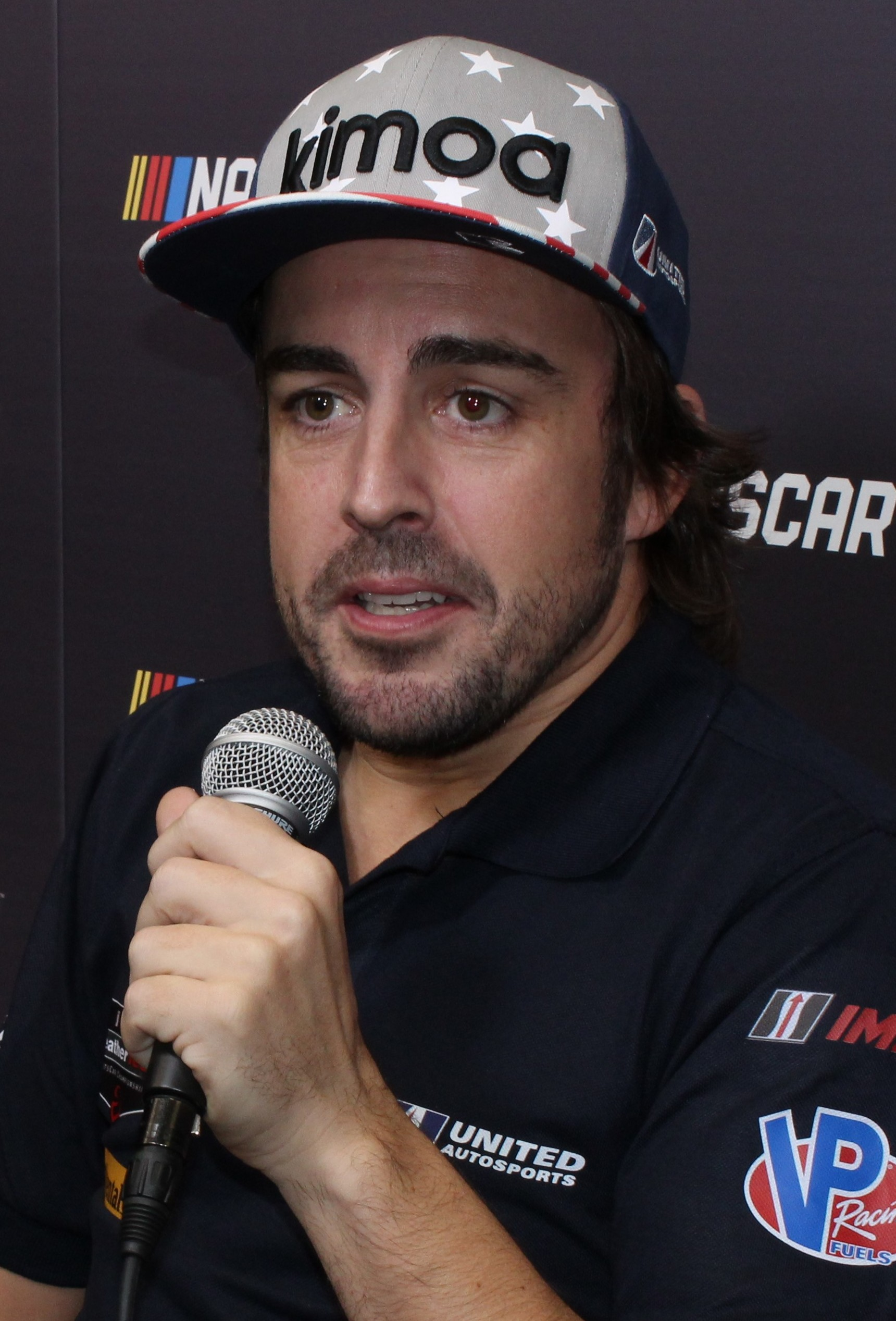
فرناندو آلونسو بنیان‌گذار برند کیموآ با کلاهی با نام کیموآ

کیموآ (انگلیسی: Kimoa) یک خرده‌فروش لباس و لوازم جانبی اسپانیایی است که دفتر مرکزی آن در اسپانیا قرار دارد. این برند توسط راننده اسپانیایی فرمول یک، فرناندو آلونسو، که سفیر فعلی این برند نیز هست، تأسیس شد. به گفته آلونسو، او و دوستانش در کالیفرنیا، در ساحل بودند و غروب خورشید را با دوستانشان نگاه می‌کردند؛ و از این کار لذت می‌بردند و ریشهٔ واژهٔ کیموآ را می‌توان در زبان هاوایی یافت  و این مربوط به «نشستن و تماشای خورشید است، که با هم می‌رود» است از اینجا نام کیموآ را برای برند خود انتخاب کردند 

## فروشگاه و محصولات
بازار هدف کیموآ شامل بزرگسالان، جوانان و میانسالان می‌شود. این برند از طریق فروشگاه الکترونیکی خود به ۱۵۰ کشور در سراسر جهان خدمات می‌دهد و دست کم دارای یک فروشگاه حضوری در اسپانیا است. این نشان تجاری محصولاتی از جمله پیراهن، مایو، ژاکت، کفش، عینک آفتابی و کلاه را ارائه می‌دهد.

## توسعه
کیموآ توسط رانندهٔ اسپانیایی فرمول یک، فرناندو آلونسو به همراه گروهی از دوستانش تأسیس شد که چند سال روی این پروژه کار کرده‌بودند. ایده‌های مختلفی برای برند موجود بود؛ مانند ایجاد یک رستوران یا جاذبه‌های ساحلی، ولی درنهایت خرده‌فروشی پوشاک و لوازم جانبی به‌عنوان زمینهٔ فعالیت این برند انتخاب شد. کیموآ سرانجام در مارس ۲۰۱۷ با نام تجاری خرده‌فروشی پوشاک و لوازم جانبی تأسیس شد و با فروشگاه الکترونیکی آن رسماً در اینترنت راه‌اندازی شد.
دومینگو زاپاتا، هنرمند اسپانیایی نیز یکی از افراد تأثیرگذار در کیموآ است.

## شجاع‌ها
شجاع‌ها (Bravers) نام جامعه‌ای است که توسط کیموآ سازماندهی شده‌است و شامل افرادی می‌شود که به‌دنبال ماجراهای جدید می‌گردند و معتقدند که قادر به انجام هر کاری هستند. عضویت در انجمن همچنین به اعضا این امکان را می‌دهد تا بخشی از تصویر برند باشند و همچنین به امتیازات کیموآ نیز دسترسی خواهند داشت.

## حواشی
در ژوئن ۲۰۲۰ کیموآ یک خط تولید لباس راه‌اندازی کرد که ادعا می‌کرد به‌منظور ادای احترام به فرهنگ مائوری انجام گرفته‌است. این کار واکنش‌های منفی زیادی را در فیس‌بوک به‌دنبال داشت. پس از این واکنش‌ها، کیموآ عکس‌های لباس‌های مربوط به فرهنگ مائوری را از وب‌سایت و صفحهٔ فیس‌بوک خود حذف کرد.

## حمایت مالی ورزش‌های موتوری

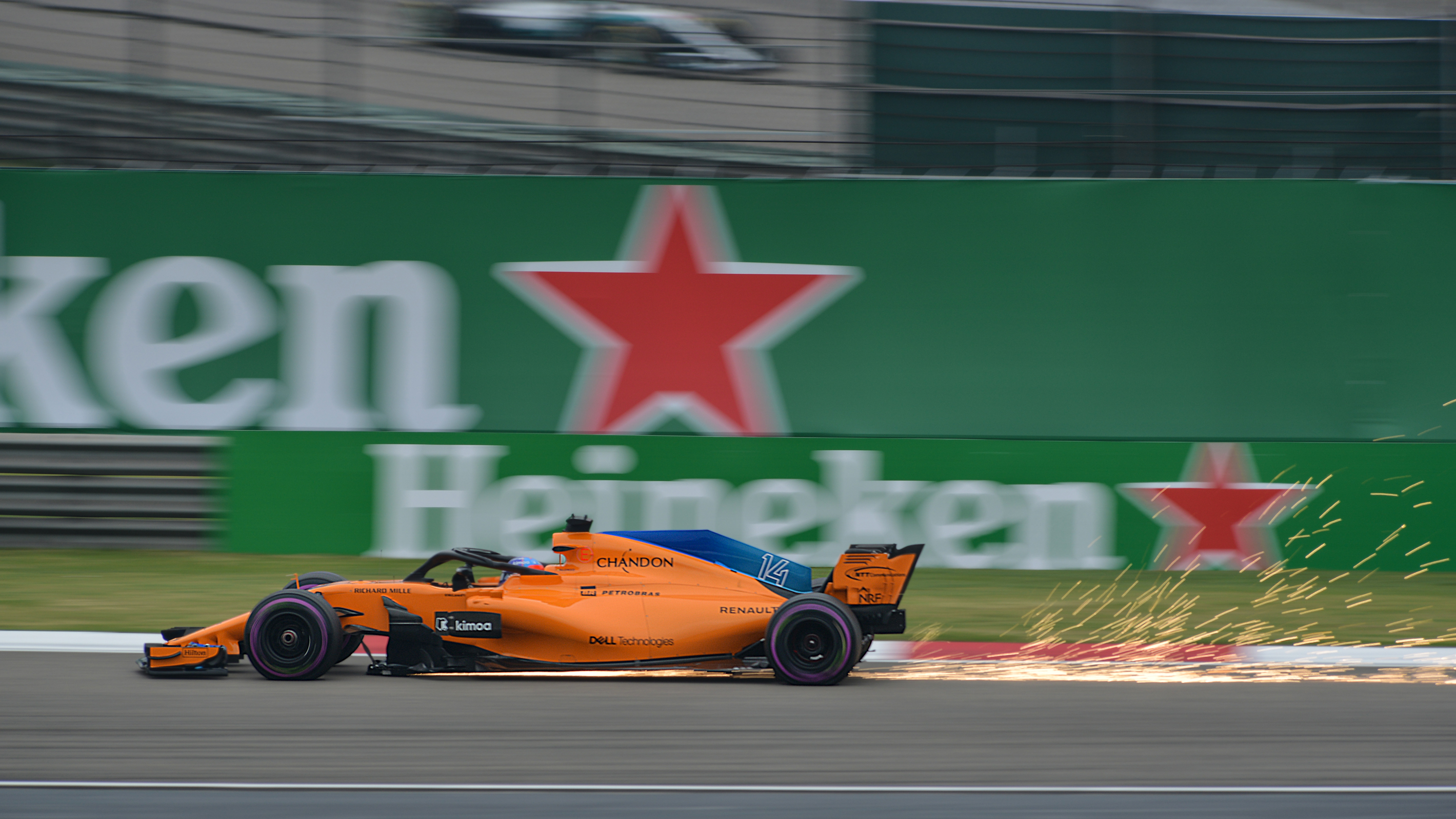
مکلارن ام‌سی‌ال۳۳ فرناندو آلونسو

در فصل ۲۰۱۸ از مسابقات جهانی فرمول یک، کیموآ به یک شریک رسمی برای تیم فرمول یک مک‌لارن تبدیل شد. نشان تجاری کیموآ در مسابقات اتومبیلرانی بر روی خودروی مکلارن ام‌سی‌ال۳۳، لباس رانندگان و کلاه ایمنی این تیم دیده می‌شد.
نشان کیموآ همچنین در کلاه ایمنی آلونسو در مسابقات ۲۴ ساعته دیتونا ۲۰۱۷ و ایندیاناپولیس ۵۰۰ سال ۲۰۱۸ دیده می‌شد.